# Kathedraal van Coutances

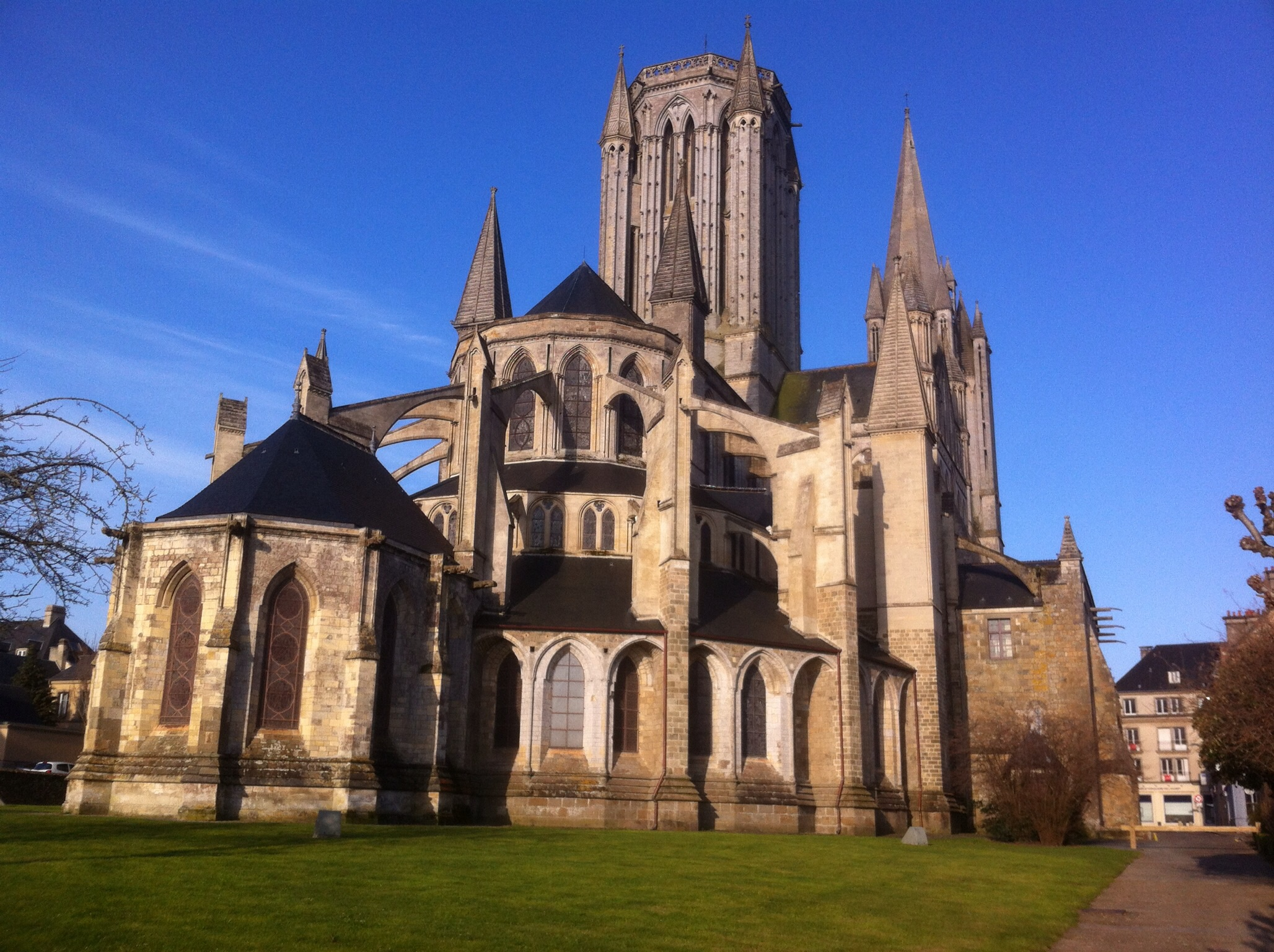
Kathedraal Notre-Dame

De kathedraal van Coutances (Frans: cathédrale Notre-Dame) is een kerkgebouw in de Franse stad Coutances. De kathedraal is gewijd aan Maria en is de zetel van het rooms-katholieke bisdom Coutances-Avranches. Het is een van de mooiste kerken van de Normandische gotiek.
De huidige kerk gaat terug tot een romaanse kerk uit de 11e eeuw. Deze werd niet afgebroken maar geïntegreerd in een grotere en hogere gotische kerk uit de 13e eeuw. Deze werd gebouwd in opdracht van bisschop Hugues de Morville. De kerk bezit een grote eenheid omdat ze bijna geheel tijdens een bouwperiode werd opgetrokken; enkel de zijkapellen zijn van iets latere datum.
De 77 meter hoge torenspitsen die de voorgevel flankeren, zijn zichtbaar vanop zee en diende als herkenningspunt voor schepen. De achthoekige vieringtoren is 57 meter hoog en vormt binnenin een lantaarn. De kerk kwam ongeschonden uit bombardementen in 1944 tijdens de Tweede Wereldoorlog die een groot deel van de stad vernielden. Zo bezit de kerk nog middeleeuwse glasramen die de heiligen Lô en Marcouf voorstellen.
De kathedraal werd beschermd als historisch monument in 1862.